# 妊娠定位栏

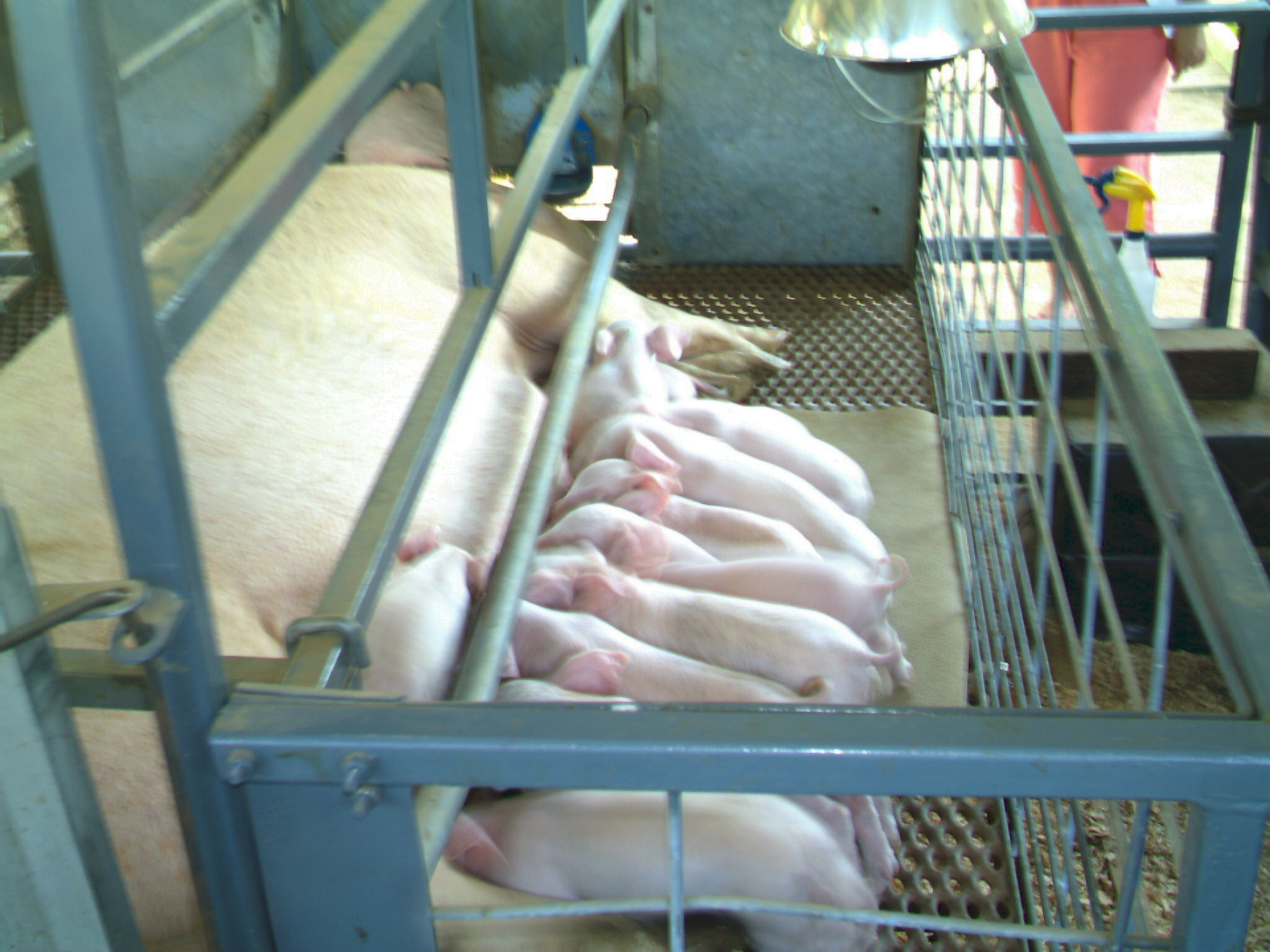
分娩栏

妊娠定位栏与分娩栏（gestation crate），也称母猪栏、母猪限位欄、母猪箱等，指在母猪怀孕期间用于限制母猪活动的金属围栏。传统母猪栏大小一般为7英尺*2英尺（210cm*60cm），分娩栏仅比妊娠定位栏多一个用于哺乳猪仔但无法互动的侧边。底部一般为水泥地或漏缝地板等，无垫料。在大部分的集约化养殖场中，母猪从约7个月大性成熟开始，其生命便是在这两种限制栏位中循环度过：待孕和怀孕时使用妊娠定位栏，分娩和哺乳时则转入分娩栏。

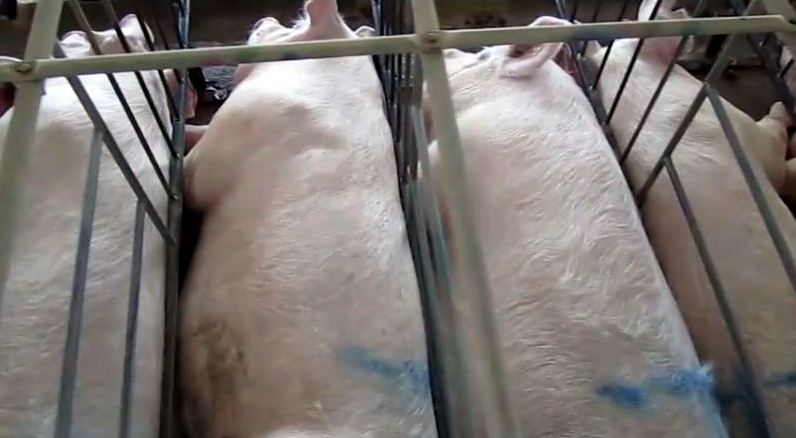
妊娠定位栏

母猪栏的作用是对母猪进行更方便、低成本的管理。其中妊娠栏也是为了防止小猪被母猪压死，虽然这种理论仍存在争议，并有多种替代的防止方法。母猪栏在动物伦理和福利方面也极具批判，因其极限的空间会母猪造成严重的精神伤害和多种身体疾病。和栓养式牛舍一样，由于空间限制均无法做到转身、小幅移动、筑巢等本能动作，且母猪栏还无法做到供地、社交等行为。外在表现为刻板行为增加、习得性无助、易病、产乳少导致的产能下降等。
目前，世界上多数国家因转型困难等问题仍使用母猪栏对成年母猪进行饲养，在中国同样。但其在欧洲部分国家、美国部分州、新西兰已被完全禁止，在加拿大、韩国已被禁止新建及逐步翻新，而欧盟当前允许限时地使用，并计划2027年正式禁止，在澳大利亚部分州已被禁止，部分州允许但与巴西、智利等地区一样在行业自愿淘汰政策方面颇具成果。当前已有众多大型食品公司承诺不再采用使用此设备饲养的肉类。部分禁令仍允许使用分娩栏。